# Manfred Wolke
Manfred Wolke, född 14 januari 1943 i Babelsberg i Potsdam, Brandenburg, död 29 maj 2024 i Frankfurt an der Oder i Brandenburg, var en tysk boxare och boxtränare.
Wolke blev olympisk mästare i weltervikt i boxning vid sommarspelen 1968 i Mexico City. Han var tränare för bland annat Rudi Fink, Henry Maske och Axel Schulz.